# Musa Mbenga
Musa Saihou Mbenga (* 1961) war Landwirtschaftsminister (englisch Secretary of State for Agriculture and Natural Resources) des westafrikanischen Staates Gambia.

## Leben
Mbenga studierte an der Texas Technical University in den Vereinigten Staaten und erwarb 1983 den Abschluss in „Bachelor of Science Plant and Soil Science“. Den Abschluss „Master of Science Plant Breeding and Biometry“ erlangte er 1989 an der Cornell University.
Im gambischen Landwirtschaftsministerium (Gambia Department of State for Agriculture) arbeitete er als forschender Wissenschaftler, bis er im Juli 1994 ins Kabinett von Gambia von Präsident Yahya Jammeh berufen wurde. Im Januar 1999 wurde er von Fasainey Dumbuya in diesem Amt abgelöst.
Ab 2001 löst er Mariam K. Sidibe als Geschäftsführer der Comité permanent Inter-Etats de Lutte contre la Sécheresse dans le Sahel (CILSS) ab, ein Amt, für das er für drei Jahre gewählt ist und für eine weitere zweite Amtszeit bestätigt worden ist (2004–2007).
Mbenga ist verheiratet und Vater von vier Kindern.

## Einzelbelege
1. ↑  Qui est le Secrétaire Exécutif du CILSS ? (Memento des Originals vom 29. September 2007 im Internet Archive)  Info: Der Archivlink wurde automatisch eingesetzt und noch nicht geprüft. Bitte prüfe Original- und Archivlink gemäß Anleitung und entferne dann diesen Hinweis.